# Sofia Pozdniakova
Sofia Stanislávovna Pozdniakova (en ruso: Софья Станиславовна Позднякова; Novosibirsk, 17 de junio de 1997) es una deportista rusa que compite en esgrima, especialista en la modalidad de sable. Es hija del tetracampeón olímpico en esgrima Stanislav Pozdniakov.
Participó en los Juegos Olímpicos de Tokio 2020, obteniendo dos medallas de oro en las pruebas individual y por equipos (junto con Olga Nikitina y Sofia Velikaya). Ganó tres medallas en el Campeonato Mundial de Esgrima, en los años 2018 y 2019, y tres medallas en el Campeonato Europeo de Esgrima entre los años 2017 y 2019.

## Carrera
En el año 2016, compitiendo en la categoría júnior, obtuvo por equipos la medalla de oro en el Campeonato Mundial y la de oro en el Campeonato Europeo. Posteriormente, en la Copa del Mundo celebrada en Plovdiv, consiguió dos medallas de oro, en los torneos individual y por equipos.
En 2017, ya en la categoría absoluta, en el Campeonato Europeo conquistó la medalla de plata por equipos. En el Mundial de 2018, en el torneo individual se proclamó campeona al ganar en la final a su compañera de equipo Sofia Velikaya. En ese campeonato también obtuvo la medalla de plata en la prueba por equipos. En el Mundial del siguiente año no pudo defender el título individual, pero sí consiguió la medalla de oro en la prueba por equipos.

## Palmarés internacional
| Juegos Olímpicos   | Juegos Olímpicos      | Juegos Olímpicos | Juegos Olímpicos  |
| Año                | Lugar                 | Medalla          | Prueba            |
| ------------------ | --------------------- | ---------------- | ----------------- |
| 2020               | Tokio (Japón)         | Medalla de oro   | Sable individual  |
| 2020               | Tokio (Japón)         | Medalla de oro   | Sable por equipos |
| Campeonato Mundial |                       |                  |                   |
| Año                | Lugar                 | Medalla          | Prueba            |
| 2018               | Wuxi (China)          | Medalla de oro   | Sable individual  |
| 2018               | Wuxi (China)          | Medalla de plata | Sable por equipos |
| 2019               | Budapest (Hungría)    | Medalla de oro   | Sable por equipos |
| Campeonato Europeo |                       |                  |                   |
| Año                | Lugar                 | Medalla          | Prueba            |
| 2017               | Tiflis (Georgia)      | Medalla de plata | Sable por equipos |
| 2018               | Novi Sad (Serbia)     | Medalla de oro   | Sable por equipos |
| 2019               | Düsseldorf (Alemania) | Medalla de oro   | Sable por equipos |